# Fernand Daguin
Pour les articles homonymes, voir Daguin.
Fernand Eugène Daguin, né le 19 février 1889 à Bayonne et disparu en mer en 1948, est un géologue français.

## Biographie
Agrégé de sciences naturelles en 1914, il travailla comme professeur de géologie en Bretagne, à Pau, à Montpellier, à Bordeaux et à Fort-de-France.
Membre de l'Académie des sciences, belles lettres et arts de Bordeaux et du Conseil de l'université de Bordeaux. 
En qualité de docteur en sciences naturelles, assistant à la faculté des sciences de Montpellier et géologue au service des Mines du Maroc, il dresse en 1927 une carte géologique provisoire de la région Prérifaine du Maroc occidental au sud du Rif. 
Il disparut en mer, lors du crash de l'avion qui le ramenait des Antilles, où il venait d'effectuer l'une de ses multiples missions.
Il fut fait chevalier de l'Ordre de la Légion d'honneur.
Un lycée général situé à Mérignac, commune de la Gironde, porte son nom.